# Karl Johan Bergström

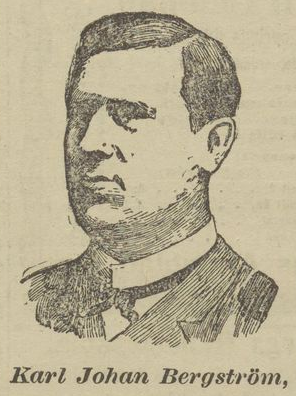
Karl Johan Bergström.

Karl Isak Anders Johan Bergström, född 5 maj 1858 i Kristianstad, död 13 augusti 1937 i Strängnäs stadsförsamling, var en svensk ämbetsman och landshövding. Han var son till landshövdingen Axel Bergström.
Bergström blev häradshövding i Västmanlands västra domsaga 1895. Som landshövding i Norrbottens län 1900–1911 nedlade Bergström ett stort och uppskattat arbete, främst under nödåren 1902 och 1903, samt i renbetesfrågan 1905–1906. Bergström var därefter landshövding i Örebro län 1911–1925. Han är begraven på Nikolai kyrkogård i Örebro.

## Utmärkelser
- Kommendör med stora korset av Nordstjärneorden, 6 juni 1910.[1]
- Kommendör av första klassen av Nordstjärneorden, 1 december 1902.[2]
- Riddare av första klassen av Ryska Sankt Stanislausorden, tidigast 1905 och senast 1915.[3][4]
- Ledamot av Lantbruksakademien, 1906.[5]